# 中國煤礦機械裝備
中國煤礦機械裝備有限责任公司，是中煤能源集團旗下公司，是在2001年由鸡煤机公司、西煤机公司、张煤机公司、西北奔牛公司、郑煤机公司、北煤机公司、佳煤机公司、抚顺电机公司、黑龙江煤机公司和中煤装备公司組成成立，主要業務从事煤矿工程机械装备成套研制、成套供给、专业维修、专业租赁、专业服务等。現任總經理濮津，以及副總經理胡群。
2004年開始進行大型併購企業，包括平煤机公司、重庆大江信达公司、山西平阳重工公司、石家庄煤机公司（後來被冀中能源集團收購50%股權）、山西太矿公司、山西煤机公司、凯盛重工公司、郑州四维公司和IMM国际煤机公司等機械企業。